# Eurachem
Eurachem è una rete di organizzazioni, fondata nel 1989 con lo scopo di promuovere la qualità nella chimica analitica in Europa.
L'Eurachem è aperta ai paesi appartenenti all'Unione europea, all'Associazione europea di libero scambio (EFTA), alla Commissione europea e ai paesi europei il cui accesso è riconosciuto dalla UE e dalla EFTA.
Alcune associazioni, tra cui AOAC International e Federation of European Chemical Societies (FECS), partecipano come membri osservatori alle riunioni dell'Eurachem.